# Versetzung (Dienstrecht)
Versetzung ist beamtenrechtlich die auf Dauer angelegte Übertragung eines anderen Amtes im abstrakt-funktionalen Sinn bei einer anderen Dienststelle beim selben oder einem anderen Dienstherrn. Im Dienstrecht der Soldaten ist die Versetzung der Befehl zur nicht nur vorübergehenden Dienstleistung in einer anderen Dienststelle (militärische Dienststellen von der Einheitsebene an aufwärts sowie zivile Dienststellen) oder an einem anderen Dienstort.

## Beamte

### Versetzung
Die Versetzung ist ein Verwaltungsakt und daher mit der Anfechtungsklage angreifbar. Für Bundesbeamte ist die Versetzung in § 28 Abs. 2 Bundesbeamtengesetz (BBG) geregelt. Die Versetzung eines Landes- oder Kommunalbeamten von einem Bundesland zu einem anderen oder zur Bundesverwaltung ist in § 15 Beamtenstatusgesetz (BeamtStG) geregelt.
Innerhalb des Bereichs eines Dienstherrn kann der Beamte versetzt werden, wenn er es beantragt oder wenn dafür ein dienstliches Bedürfnis besteht. Der Begriff des dienstlichen Bedürfnisses ist als unbestimmter Rechtsbegriff ohne Beurteilungsspielraum der gerichtlichen Kontrolle voll unterworfen. Für eine Versetzung zu einem anderen Dienstherrn werden grundsätzlich dringendere dienstliche Gründe verlangt. Sie berührt in jedem Fall das Grundverhältnis, das der Beamte mit seiner Dienstverpflichtung eingegangen ist. Eine Versetzung in ein niedriger besoldetes Amt kommt nur in Ausnahmefällen in Betracht, beispielsweise bei der Auflösung von Behörden oder Teilen davon. Der Beamte hat dann in der Regel einen Anspruch auf eine Zulage, die den Unterschied zu den bisherigen Dienstbezügen ausgleicht (§ 13 Bundesbesoldungsgesetz (BBesG)).
Die Versetzung erfordert (anders als zum Teil die Umsetzung innerhalb derselben Dienststelle) die Zustimmung des jeweiligen Personalrates.

### Versetzung und Eintritt in den Ruhestand
Mit der Versetzung in den Ruhestand endet das Beamtenverhältnis (für Bundesbeamte § 30 Nr. 4 BBG, für Landesbeamte § 21 Nr. 4 BeamtStG). Diese erfolgt bei Dienstunfähigkeit (§ 44 ff. BBG, § 26 ff. BeamtStG) oder auf Antrag (§ 54 BBG und ähnliche Bestimmungen der Ländergesetze). Politische Beamte können in den einstweiligen Ruhestand versetzt werden (§ 54 BBG, § 30 ff. BeamtStG). 
Die Versetzung in den Ruhestand ist ein Verwaltungsakt. Sie ist vom Eintritt in den Ruhestand zu unterscheiden, die kraft Gesetzes erfolgt. Dieses ist bei Beamten auf Lebenszeit der Fall mit Ablauf des Monats, in dem sie die für sie jeweils geltende Altersgrenze erreichen. Für ab 1964 Geborene ist dies die Vollendung des 67. Lebensjahres (§ 51 BBG und entsprechende Bestimmungen der Ländergesetze).
Beamte, die die versorgungsrechtliche Wartezeit von fünf Jahren noch nicht erfüllt haben, können grundsätzlich nicht in den Ruhestand versetzt werden oder eintreten, sondern sind zu entlassen (§ 29 Abs. 1 Nr. 2 BBG; § 50 BBG, § 22 Absatz 1 Nr. 2 BeamtStG).

### Abgrenzungen
Von der Versetzung zu unterscheiden ist die Umsetzung. Damit wird die Übertragung eines anderen Amtes im abstrakt-funktionalen Sinn mit in der Regel anderen Aufgabenbereich innerhalb einer Behörde am selben oder einem anderen Dienstort bezeichnet. Bei Beamten auf Widerruf, die noch kein Amt im abstrakt-funktionalen Sinne führen, wird die Umsetzung häufig Zuteilung genannt.
Zuweisungen nach § 29 BBG oder § 123a BRRG bzw. seit 1. April 2009 § 20 BeamtStG erfolgen zu einer Stelle, die keine Dienstherrneigenschaft hat, zum Beispiel in die Privatwirtschaft oder zu einer Internationalen Organisation.
Eine Abordnung ist der vorübergehende Einsatz (ganz oder teilweise) eines Beamten (für Bundesbeamte: § 27 BBG) zu einer anderen Dienststelle desselben oder eines anderen Dienstherrn, wobei das Dienstverhältnis zur bisherigen Dienststelle und die Planstelle aufrechterhalten bleiben.

## Soldaten

### Versetzung
Das Prinzip der jederzeitigen Versetzbarkeit von Soldaten ist zur Erhaltung von Einsatzbereitschaft und Kampfkraft der Streitkräfte unabdingbar und hat für eine hieran orientierte Personalführung besondere Bedeutung. Es gehört bei Berufssoldaten sowie Soldaten auf Zeit zu den freiwillig übernommenen Pflichten und zum wesentlichen Inhalt ihres Wehrdienstverhältnisses. Der Soldat hat grundsätzlich keinen Anspruch auf eine bestimmte Verwendung oder auf eine Verwendung an einem bestimmten Standort. Zwingende dienstliche Gründe müssen letztlich allen anderen vorgehen.
Versetzungen erfolgen von Amts wegen, auf Antrag des Soldaten oder des Vorgesetzten aus dienstlichen oder aus privaten Gründen. Dienstliche Gründe liegen vor, wenn ein Dienstposten zu besetzen ist, der Verwendungsaufbau und/oder die Förderung des Soldaten eine Versetzung erfordern, der Dienstposten des Soldaten wegfällt oder umdotiert wurde, der Dienstposten für einen anderen Soldaten benötigt wird, der Soldat den Leistungsanforderungen nicht entspricht oder sich für den Dienstposten nicht eignet oder eine Belastung des Dienstbetriebes nur durch Versetzung behoben werden kann. Die voraussichtliche Dauer der Verwendung soll angegeben werden.
Reisekosten nach dem Bundesreisekostengesetz (BRKG), Umzugskostenvergütung (UKV) nach dem Bundesumzugskostengesetz (BUKG) und/oder Trennungsgeld (TG) nach der Trennungsgeldverordnung (TGV) werden grundsätzlich gewährt. Eine Ausnahme bildet die Versetzung aus ausschließlich privaten Gründen.
Versetzungen werden grundsätzlich durch das Bundesamt für das Personalmanagement der Bundeswehr schriftlich verfügt.
Anders als bei den Beamten erfolgt bei Soldaten, die zur nicht nur vorübergehenden Dienstleistungen unter Beibehaltung der bisherigen Dienststelle an einem anderen Dienstort tätig werden sollen, immer eine Versetzung.

### Versetzung und Eintritt in den Ruhestand
Ein Berufssoldat tritt – kraft Gesetzes – mit Ablauf des Monats in den Ruhestand ein, in dem er die festgesetzte allgemeine Altersgrenze erreicht hat (§ 44 Soldatengesetz (SG)). Diese ist grundsätzlich 62 Jahre, außer für Generale und Oberste 65 Jahre (§ 45 Abs. 2 SG). 
Ein Berufssoldat kann mit Ablauf des Monats in den Ruhestand versetzt werden (aktive Maßnahme der personalbearbeitenden Stelle), in dem er die besondere Altersgrenze überschritten hat. Dieses stellt den Regelfall dar. Die besondere Altersgrenze liegt zwischen 55 Jahren für Berufsunteroffiziere und 62 Jahren für Generale. (§ 45 Abs. 2 SG) Der Berufssoldat ist weiterhin in den Ruhestand zu versetzen, wenn er dienstunfähig ist. (§ 44 Abs. 2 SG)
Berufsoffiziere vom Brigadegeneral (oder entsprechend) an aufwärts können, analog zu den politischen Beamten, jederzeit in den einstweiligen Ruhestand versetzt werden. (§ 50 Abs. 1 SG)
Eintritt und Versetzung in den Ruhestand setzt auch bei Berufssoldaten grundsätzlich das Erfüllen der Wartezeit von fünf Jahren voraus. (§ 44 Abs. 5 SG) 

### Abgrenzungen
Soldaten werden nicht versetzt, sondern kommandiert, wenn sie unter Beibehaltung einer Stelle im Stellenplan bei einer anderen Dienststelle vorübergehend Dienst leisten sollen. Die Kommandierung entspricht der Abordnung bei Beamten und Richtern.
Von der Dienstreise grenzt sich von der Kommandierung insofern ab, dass bei letzterer grundsätzlich die Disziplinarbefugnis wechselt und der Zweck die allgemeine Dienstleistung ist.
Ein Dienstpostenwechsel ist der Befehl zur nicht nur vorübergehenden Dienstleistung in derselben Dienststelle und am selben Dienstort.